# Sound of Joy
Sound of Joy è il terzo album in studio del musicista jazz Sun Ra e della sua Arkestra, registrato nel 1956 e pubblicato nel 1968 dalla Delmark Records.

## Il disco
Il disco venne registrato dalla formazione dell'Arkestra degli ultimi mesi del 1956, quando il trombonista Julian Priester lasciò la band per unirsi a Lionel Hampton, Charles Davis divenne membro fisso dell'Arkestra, e Victor Sproles si spostò a suonare il contrabbasso. Avrebbe dovuto essere il seguito di Jazz by Sun Ra ma la Transition Records fallì prima di poter distribuire l'album.
Quattro delle tracce su disco erano state già incluse in Sun Ra and his Solar Arkestra Visits Planet Earth, pubblicato nel 1966. L'intero LP venne invece distribuito dalla Delmark Records nel 1968, che aveva ristampato anche Jazz by Sun Ra rinominandolo Sun Song. Due ballate, scritte da Sun Ra e cantate da Clyde Williams in tono confidenziale, furono lasciate fuori dall'album, apparentemente, perché il presidente della Delmark Records, Bob Koester, "sentiva che non centrassero nulla con il resto del materiale sull'album". Le canzoni furono reintegrate in occasione dell'edizione in compact disc dell'album nel 1994.

## Tracce

### LP vinile 12"
- Tutti i brani sono opera di Sun Ra, eccetto Two Tones composta da Pat Patrick e Charles Davis.

Side A
1. El is a Sound of Joy - 4:04
2. Overtones of China - 3:25
3. Two Tones - 3:41
4. Paradise - 4:30
5. Planet Earth - 4:24

Side B
1. Ankh - 6:31
2. Saturn - 4:01
3. Reflections in Blue - 6:21
4. El Viktor - 2:33

### Bonus tracks CD 1994
1. As You Once Were
2. Dreams Come True

## Formazione
- Sun Ra - piano, pianoforte elettrico Wurlitzer
- Art Hoyle - tromba
- Dave Young - tromba
- John Avant - trombone
- Pat Patrick - sax alto, sax baritono
- John Gilmore - sax tenore
- Charles Davis - sax baritono
- Victor Sproles - basso
- William Cochran - batteria
- Jim Herndon - timpani, timbales